# Kommando der Schiffe und Boote der Luftwaffe
Dem Kommando der Schiffe und Boote (KadoSchub) der Luftwaffe unterstanden von 1940 bis 1945 alle seegehenden Fahrzeuge der Luftwaffe.

## Vorgeschichte
Von 1928 bis 1935 war die Deutsche Verkehrsfliegerschule in Warnemünde für den Betrieb, Umbau und Neubau von Seefahrzeugen für die Luftwaffe der Marine zuständig. Die Deutsche Verkehrsfliegerschule war eine Tarnorganisation der Reichsmarine für ihre Luftstreitkräfte, da laut Versailler Vertrag Deutschland der Besitz von Militärflugzeugen verboten war.
Mit der offiziellen Gründung der Luftwaffe am 1. März 1935 übernahm das am 1. März 1934 aufgestellte Luftkreiskommando VI (See) mit Sitz in Kiel die Schiffe und Boote der Deutschen Verkehrsfliegerschule, da auch die Luftstreitkräfte der Marine in die Luftwaffe überführt wurden. Am 4. Februar 1938 wurde das Luftkreiskommando VI in das Luftwaffenkommando (See) umgewandelt und eine besondere Gruppe für Schiffe innerhalb des Luftwaffenkommandos (See) gebildet. Am 1. Januar 1939 gehörten 590 Seefahrzeuge zur Luftwaffe.
Am 1. April 1939 wurde das Luftwaffenkommando (See) wieder aufgelöst und die Boote und Schiffe der Luftwaffe wurden der „Gruppe Lz VI“ unterstellt, die nun verantwortlich war für den Betrieb der Schiffe und Boote der Luftwaffe. Die Gruppe Lz VI war eine von sieben Gruppen der am 1. Januar 1936 gegründeten Luftzeuggruppe See der Luftwaffe. Ihr wurden im Laufe des Jahres 1939 auch alle Bereiche unterstellt, die mit der Versorgung und Ausrüstung von Booten und Schiffen zu tun hatten, wie Treibstoffversorgung, Funkgeräte und dergleichen. Bis zum 1. Januar 1940 war der Bestand an Seefahrzeugen der Luftwaffe auf 729 angewachsen.

## Kommando der Schiffe und Boote
Am 13. August 1940 wurde die Gruppe Lz VI in das „Kommando Schiffe und Boote der Luftzeuggruppe See“ umgewandelt. Am 29. August 1944 wurde die Luftzeuggruppe See aufgelöst und das Kommando Schiffe und Boote mit seinen unterstellten Einheiten der neugeschaffenen „Dienststelle des Generals des Seewesens der Luftwaffe“ unterstellt.
Am 24. November 1944 wurde die Unterstellung des Kommandos Schiffe und Boote unter die Dienststelle des Generals des Seewesens der Luftwaffe aufgehoben und die Umgliederung des Kommandos Schiffe und Boote in „Kommando der Luftwaffen-Versorgung See“ mit folgenden Unterstellungen befohlen:
- Kommando der Schiffe und Boote mit unterstellten Einheiten
- Luftzeugamt 2/XI (See), vormals Luftzeugamt Travemünde
- Luftpark 4/XI, vormals Luftpark Kiel-Holtenau
- Außenstelle des Luftparks 4/XI als Flieger-Geräte Ausgabestelle Schiffe und Boote Swinemünde, vormals Luftpark (See) Swinemünde

Das Kommando der Schiffe und Boote verfügte über Katapult- und Schleuderschiffe für den Einsatz von Wasserflugzeugen zur Aufklärung über See, Flugbetriebsboote für den Betrieb von Seefliegerhorsten, Flugsicherungsschiffe und andere Seefahrzeuge für den Seenotdienst und die Flugzeugbergung, Frachter und Versorgungsschiffe aller Art für den Transport von Luftwaffengütern und viele weitere See- und Hafenfahrzeuge für die verschiedensten Zwecke.